# Český Dub
Český Dub (németül: Böhmisch-Aicha) település Csehországban, Libereci járásban. Český Dub Proseč pod Ještědem, Světlá pod Ještědem, Všelibice, Osečná, Kobyly, Cetenov, Janův Důl és Bílá településekkel határos. Lakosainak száma 2923 fő (2024. január 1.).

## Népesség
A település lakosságának változását az alábbi diagram mutatja:
| Lakosok száma | 5004 | 5138 | 4263 | 2565 | 2952 | 2847 | 2711 | 2752 | 2754 | 2923 |
|               | 1869 | 1890 | 1921 | 1950 | 1980 | 2001 | 2017 | 2019 | 2022 | 2024 |